# Massís de les Ardenes
Les Ardenes (en francès, Ardennes) són un massís situat entre Bèlgica i França i bona part de Luxemburg. És un antic bloc varisc, format per gresos, roques calcàries i esquists paleozoics. Es prolonga cap a Alemanya amb el massís Esquistós Renà. La seva altitud oscil·la, en general, entre els 300 i els 400 m, i s'hi troba el punt més alt de Bèlgica, el Signal de Botrange, de 694 m. És el cor de la Regió de les Ardenes.

## Cims principals
- Signal de Botrange 694 m, província de Lieja (Bèlgica)
- Baraque Michel 674 m, província de Lieja (Bèlgica)
- Baraque de Fraiture 652 m, província de Luxemburg (Bèlgica)
- Barrière de Champlon 475 m, província de Luxemburg (Bèlgica)
- Croix-Scaille 505 m, província de Namur (Bèlgica)